# Kasibu
Kasibu là một đô thị hạng 3 ở tỉnh Nueva Vizcaya, Philippines. Theo điều tra dân số năm 2007, đô thị này có dân số 31.515 người trong 5.200 hộ.

## Barangay
Kasibu được chia thành 30 barangay.
| - Antutot - Alimit - Poblacion (Alloy) - Bilet - Binogawan - Bua - Biyoy - Capisaan - Cordon - Didipio - Dine - Kakiduguen - Lupa - Macalong - Malabing | - Muta - Pao - Papaya - Pudi - Tokod - Seguem - Tadji - Wangal - Watwat - Camamasi - Catarawan - Nantawacan - Alloy - Kongkong - Pacquet (Ilongot Res.) |